# Centaurea zangulensis
Centaurea zangulensis — вид квіткових рослин родини айстрових (Asteraceae). Ареал: Іран.

## Біоморфологічна характеристика
Дворічні рослини, з потовщеним кореневищем, до 25 см заввишки; стебло вкрите багатьма залишками коричневих волокон черешка минулого року. Стебло прямостояче, одноголове, майже без листя або з кількома маленькими листочками вздовж стебла, ≈ 3–4 мм в діаметрі в основі. Листки завжди розділені, двоколірні, зверху зелені, знизу червонувато-буруваті, рідко запушені. Квіткова голова поодинока на кінці стебла. Філярії багаторядні, темно-зелені, смугасті, голі. Квіточки білуваті, в сухому стані жовто-коричневі. Сім'янки невідомі. Цвіте в червні та липні, плоди дозрівають в липні та серпні.

## Середовище
Росте на скелястих гірських схилах з глинистими каменями, навколо села Зангулех поблизу Кандавану в провінції Мазандаран, Північний Іран. Очікується, що вид росте на узбіччях доріг або в лісах на висоті 2000–3000 метрів над рівнем моря.